# أكشام
أكشام هي صحيفة تركية تأسست عام 1918، مملوكة لمجموعة المجموعة الإعلامية التركية التابعة لـ (تي ميديا ياتريم سان. والتشنج. أ.ش) منذ عام 2013.  وفي عام 2013، بلغ توزيعها حوالي 100 000 نسخة.